# Olmeken

Olmekische Kulturzone an der Golfküste Mexikos

Als Olmeken (von Nahuatl Singular Ōlmēcatl beziehungsweise Plural Ōlmēcah für „Leute aus dem Kautschukland“) wurden von Archäologen die Träger der mesoamerikanischen La-Venta-Kultur bezeichnet. Ihre tatsächliche ethnische Zugehörigkeit ist unbekannt. Die Kultur der Olmeken ist von etwa 1500 bis um 400 v. Chr. entlang der Küste des Golfs von Mexiko nachweisbar. Ihre bekanntesten kulturellen Hinterlassenschaften sind mehrere Kolossalköpfe. Wie stark der Einfluss der Kultur der Olmeken auf die Maya-Kultur war, wird vielfach diskutiert.

## Namensbestimmung
An der Südküste des Golfs von Mexiko legten Archäologen in den 1920er Jahren Fundstätten einer frühen Kultur frei, welche von Anfang bis Mitte des ersten Jahrtausends v. Chr. in den Stätten von La Venta, San Lorenzo Tenochtitlan und Tres Zapotes florierte. Es ist unbekannt, wie die Träger dieser Kultur sich selbst nannten oder von ihren Zeitgenossen genannt wurden. 

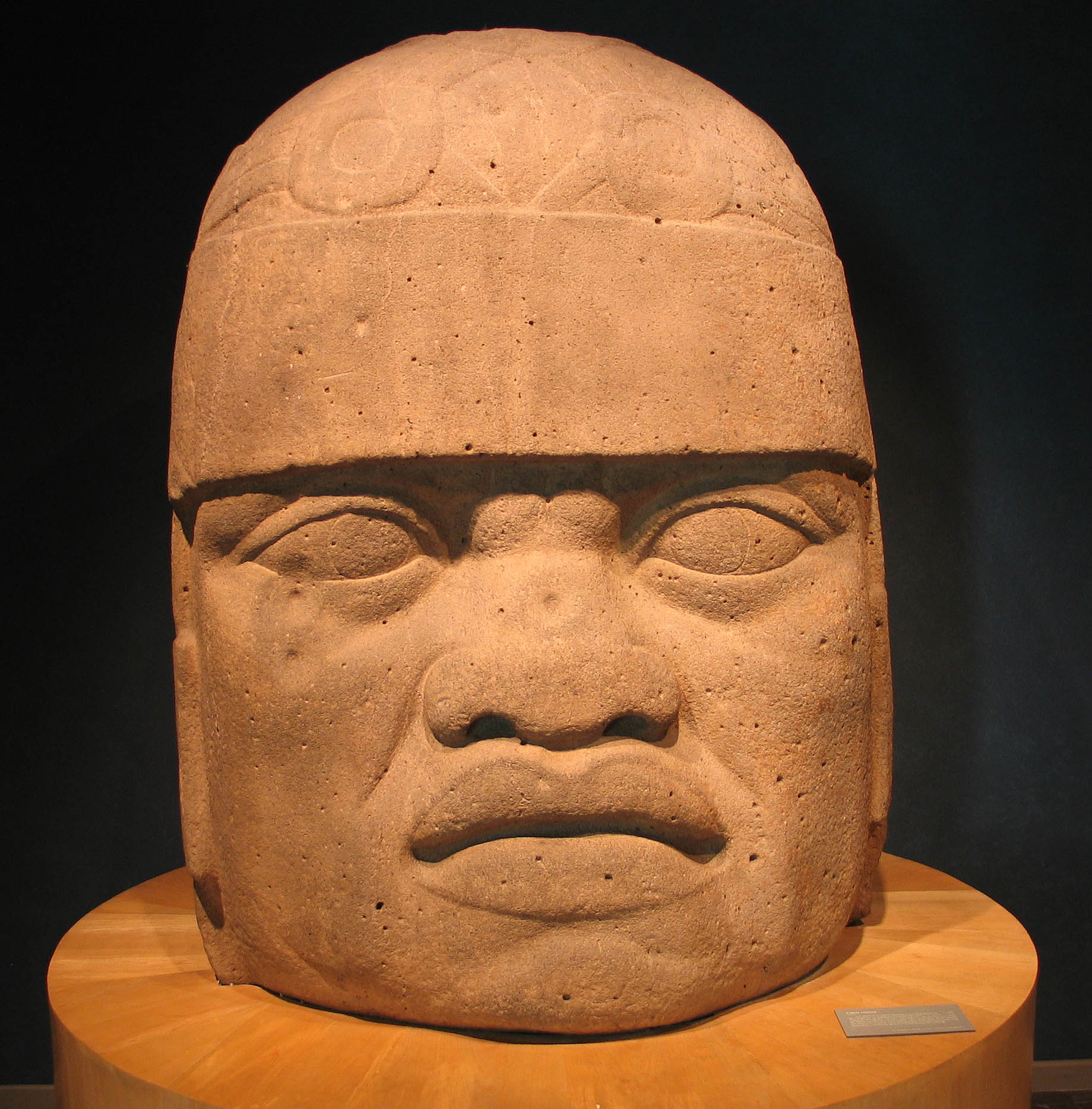
Kolossalkopf mit Helm oder Kappe, Nationalmuseum für Anthropologie, Mexiko-Stadt

Zur Zeit der Azteken (14. bis frühes 16. Jh. n. Chr.), also 2500 Jahre später, bewohnte diese Landschaft ein Volk, das von den Azteken als Huixtotin-Olmeken bezeichnet wurde. Diesen Namen wandte erstmals im Jahr 1929 Marshall Howard Saville, Direktor des Museum of the American Indian (Heye Foundation) in New York, auf die Kultur der erwähnten Fundstätten an. Es gibt jedoch keine Hinweise darauf, dass das aztekenzeitliche Olmekenvolk tatsächlich die Nachfahren jener Menschen gewesen wären, die Jahrhunderte zuvor die so genannte „Olmekenkultur“ geschaffen hatten.

## Geschichte
Ihre Zentren lagen bei den heutigen Orten La Venta, Tres Zapotes und San Lorenzo Tenochtitlan an der südlichen Golfküste Mexikos in den heutigen Bundesstaaten Tabasco und Veracruz. Die hohen Niederschläge in diesem Gebiet ermöglichten ihnen einen ganzjährigen intensiven Maisanbau. Die Ursprünge ihrer Kultur sind jedoch möglicherweise im mexikanischen Hochland (Guerrero) zu suchen und reichen in die Zeit um 1500 v. Chr. zurück. Gegen 400 v. Chr. wurden die letzten bedeutenden olmekischen Zentren aufgegeben.
Das Volk der Olmeken wurde wahrscheinlich schrittweise durch die jüngere aufstrebende Mayakultur verdrängt und schließlich von dieser komplett absorbiert.

## Kunst und Kultur

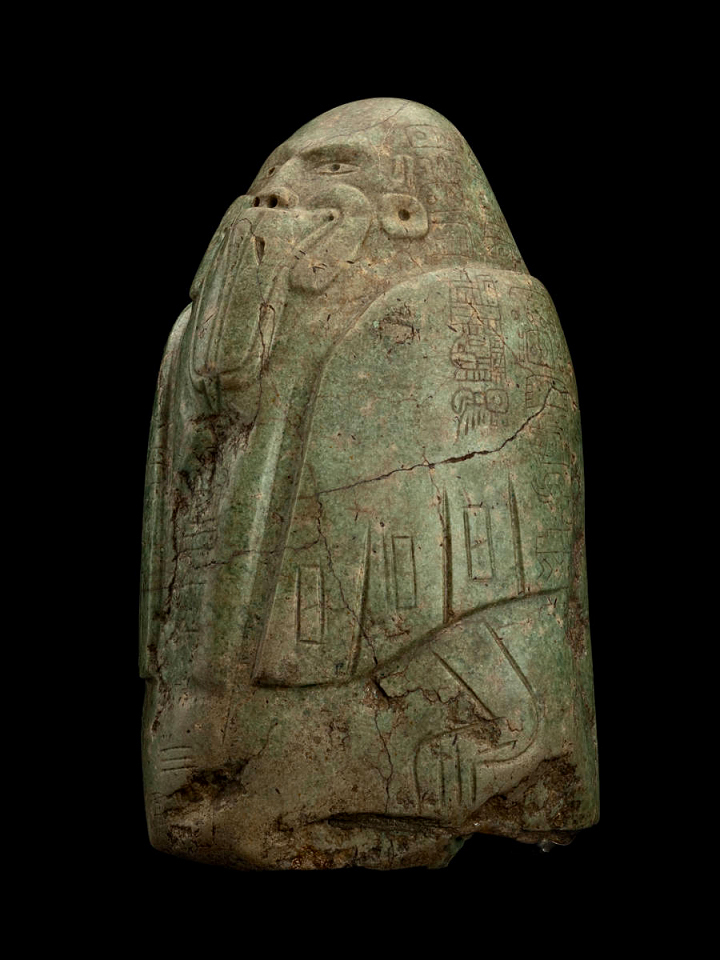
Tuxtla-Statuette

Die Olmeken wurden vielfach als die Träger der Mutterkultur Mesoamerikas angesehen. Die Anfänge von Schrift und Kalenderrechnung sowie das Ballspiel und die Errichtung von Tempelpyramiden in Amerika werden ihnen zugerechnet. Die Kultur strahlte auf die späteren Kulturen der Maya im Osten und der Zapoteken im Westen aus. Die Diskussion um die Mutterkultur ist jedoch mittlerweile abgeflaut, da es keine ausreichenden Hinweise dafür gibt, dass die Olmeken tatsächlich ein großes Gebiet unter ihre Herrschaft gebracht haben. Aufgrund ikonografischer Ähnlichkeiten über weite Teile Mesoamerikas hinweg (vgl. Monte-Alto-Kultur) können aber Handelsbeziehungen vermutet werden, die auch darstellerische Konventionen verbreiteten. Obwohl ihnen Werkzeuge aus Metall unbekannt waren, gelten die Olmeken als Meister der Steinbearbeitung. Sie schufen hervorragende Großskulpturen in Gestalt der berühmten Kolossalköpfe ebenso wie ein breites Spektrum von Kleinplastiken: Altäre, menschliche und zoomorphe Figuren sowie Schmuckgegenstände aus Obsidian und Jade. Als typisches Motiv taucht dabei immer wieder der so genannte Jaguarmensch (auch Werjaguar) auf, dessen Gestalt Züge eines Menschen und eines Jaguars verbindet.

Die meterhohen Kolossalköpfe der Olmeken sind aus vulkanischen Bomben oder Blöcken hergestellt, die aus dem Gebiet der Sierra de los Tuxtlas stammen. Alle Köpfe tragen eine mehr oder weniger verzierte kappenartige Kopfbedeckung; manchmal sind die Ohrläppchen mit Pflöcken durchbohrt und das Haar zu kleinen Zöpfen zusammengebunden. Es wird angenommen, dass diese realistisch und unidealisiert dargestellten Köpfe Porträts von tatsächlichen Herrschern, Kriegern oder anderen wichtigen Persönlichkeiten sind.

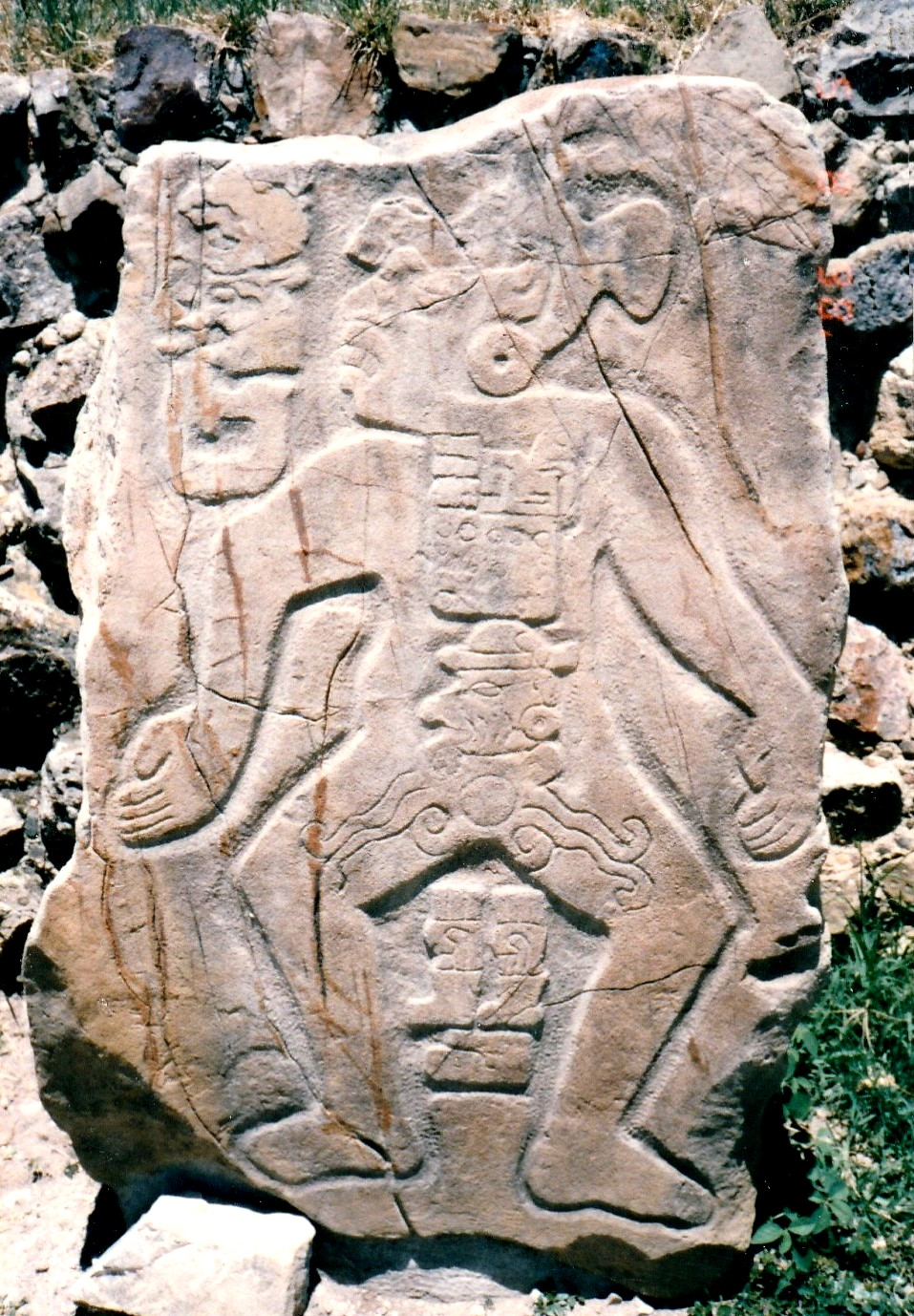
Olmeken-Stein in Villahermosa

## Schrift
2006 wurde die Hypothese aufgestellt, dass der sogenannte Cascajal-Stein, ein 1999 nördlich von San Lorenzo per Zufall bei Straßenbauarbeiten geborgener beschrifteter Steinblock, die bislang ältesten Glyphen der Neuen Welt abbilde. Nach Ansicht der Archäologen um Carmen Rodríguez Martínez und Ponciano Ortíz Ceballos vom Instituto Nacional de Antropología e Historia handelt es sich bei den Glyphen um ein unbekanntes olmekisches Schriftsystem, das auf etwa 900 v. Chr. zu datieren ist und alle Merkmale eines echten Schriftsystems aufweist. Die Wissenschaftler meinten sogar, eine gebundene Sprache innerhalb des Schriftsystems zu erkennen.

## Mythologie
Die Olmeken haben – anders als die Maya – keine Dokumente ihrer Mythologie hinterlassen; mit anderen Worten: Götterbildnisse fehlen. Deshalb beruht die Interpretation ihrer Vorstellungen auf den Ruinen ihrer Monumente und auf Vergleichen mit anderen mesoamerikanischen Kulturen sowie Analogschlüssen.

## Rezeption, Kunst und Film

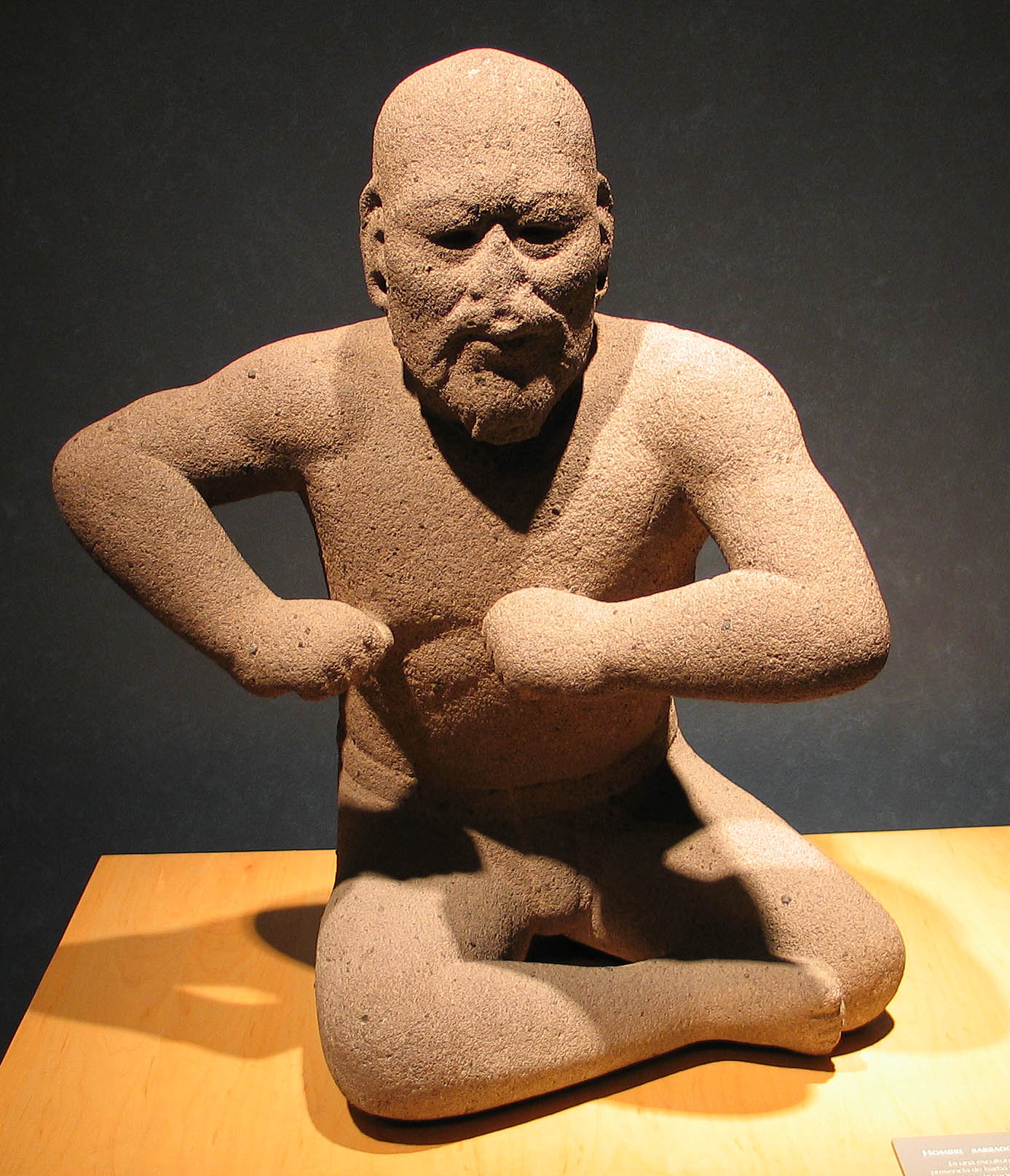
Luchador Olmeca, Nationalmuseum für Anthropologie, Mexiko-Stadt. Die bärtige und glatzköpfige Figur wurde lange Zeit als „Ringer“ interpretiert; möglich ist jedoch auch eine Deutung als Ballspieler.

In den 1940er Jahren führten die mysteriösen Qualitäten zu einer lebendigen Rezeption unter Künstlern und Kulturphilosophen. Zu den ersten Interpreten der Olmekenkultur gehören der mexikanische Künstler und Ethnologe Miguel Covarrubias und dessen Freund, der surrealistische Künstler Wolfgang Paalen.
Die moderne Forschung lässt soziokulturelle Zusammenhänge mit der noch älteren Kultur der Arawak vermuten, auf deren nördlichste Ausläufer auf den Antillen noch Kolumbus stieß.